# Пилипенко-Миронюк Елеонора Іванівна
Елеонора Іванівна Пилипенко-Миронюк (17 жовтня 1936, Київ) — українська бандуристка, виступала у складі тріо бандуристок «Дніпрянка» Київської філармонії. Народна артистка Української РСР (1979).

## З життєпису
Народилася в Києві, але згодом переїхала до Сквири. Була ученицею бандуриста, співака, диригента і педагога Володимира Кабачка.
У Сквирському ліцеї присуджують іменну премію імені Елеонори Пилипенко-Миронюк.